# Гран, Сара
Сара Гран (швед. Sara Grahn; полное имя — Сара Карин Мария Гран (швед. Sara Karin Maria Grahn); 25 сентября 1988, Эстаншё, коммуна Халльсберг, Швеция) — шведская хоккеистка, вратарь клуба Шведской женской хоккейной лиги (SDHL) «Лулео». Выступала за шведские клубы «Эребру», «Линчёпинг» и «Брюнес». Игрок национальной сборной Швеции, проведшая более 250 международных матчей. Выступала на трёх Олимпиадах и десяти чемпионатах мира. Бронзовый призёр чемпионата мира 2007. Двукратная чемпионка Швеции (2019 и 2021). Сыграла один матч за мужскую команду «Оппала» во втором дивизионе чемпионата Швеции. Становилась лидером чемпионатов мира и Швеции по проценту отражённых бросков и коэффициенту надёжности. В 2019 году признана лучшим вратарём SDHL. Единственный вратарь, сыгравший более 300 матчей в чемпионате Швеции. Была участником забастовки шведских хоккеисток после чемпионата мира 2019.

## Биография

### Ранние годы. Две Олимпиады
Сара Гран родилась в Эстаншё, расположенном недалеко от города Халльсберг. У неё есть старший брат и сестра (Жозефин). Отец интересовался хоккеем и записал сына в школу команды «Халльсберг». По примеру брата Сара стала кататься на коньках с 4-х лет. Она также начала заниматься хоккеем в команде «Халльсберг», тренируясь и играя с мальчиками. До 10-ти лет Гран была полевым игроком, только после покупки клубом новой вратарской экипировки, она решила попробовать себя в новом амплуа. С 2001 года Гран стала выступать за клуб «Эребру», продолжая играть за юношеские команды «Халлсберга». Вместе с женской командой она регулярно выступала на финальном турнире чемпионата Швеции. В 2006 году Сара завоевала бронзовые медали национального чемпионата. В сезоне 2006/07 она дебютировала за сборную Швеции. Гран вошла в окончательную заявку для участия на чемпионате мира 2007. Она сыграла в 3-х матчах турнира, пропуская в среднем менее одной шайбы за матч, и помогла национальной команде завоевать бронзовые медали. Перед сезоном 2007/08 была образована новая женская лига — Рикссериен. Гран покинула Эребру и подписала профессиональный контракт с «Линчёпингом». В новой команде она выходила в стартовом составе по очереди с Зузаной Томчиковой. В апреле Сара выступала на своём втором мировом первенстве. Она сыграла только в стартовом матче турнира, против сборной Японии, который провела «на ноль». Перед сезонам 2008/09 Томчикова уехала играть в Северную Америку. Гран стала главным вратарём «Линчёпинга», сыграв во всех матчах регулярного сезона. На чемпионате мира 2009 она приняла участие в одном матче, против сборной Канады, завершившийся победой соперниц со счётом 7:0. В сезоне 2009/10 Сара готовилась сыграть на своих первых Олимпийских играх. Она вошла в окончательный состав шведской сборной на турнир. На Олимпиаде Гран сыграла в трёх матчах, включая игру игру за бронзовые медали против сборной Финляндии, закончившийся в овертайме поражением — 2:3.
Гран была не удовлетворена условиями в «Линчёпинге». По истечении контракта с клубом, в 2010 году, она перешла в другую команду лиги — «Брюнес». В новом клубе Сара хотела поработать с тренером вратарей Пеккой Альсеном. В Евле, помимо выступления за женскую команду, она стала тренироваться с мужской молодёжной командой и работать в торговой сети ICA Maxi. В первый сезон за «Брюнес» Сара стала лучшей в Рикссериен по количеству «сухих матчей». Вместе с командой она впервые принимала участие в финале чемпионата Швеции. Решающий матч с «Сегельторпом» завершился поражением для команды из Евле. В сезоне 2011/12 Гран достигла лучших статистических показателей в чемпионате Швеции за карьеру: процент отражённых бросков составил 94,8 % при коэффициенте надёжности — 1,23 (лучший показатель в лиге). «Брюнес» вновь играл в финале Рикссериен, где проиграл МОДО со счётом 0:1. Сара выступала чемпионате мира 2012, проводимым в США. Она сыграла в двух матчах, по итогам которых стала лучшей на турнире по проценту отражённых бросков и коэффициенту надёжности. В сезоне 2012/13 надёжная игра Гран помогла «Брюнес» в третий раз подряд выйти в финал Рикссериен. Клуб из Евле вновь не сумел выиграть чемпионский титул, проиграв АИКу — 1:2. Сара сыграла на чемпионате мира 2013 и помогла шведской сборной сохранить место в топ-дивизионе по итогам утешительного раунда. Она продемонстрировала свои лучшие статистические показатели на международных турнирах, отражая более 95 % бросков по воротам и пропуская менее одной шайбы за матч. Сара была включена в тройку лучших игроков своей национальной команды. В следующем году Гран вошла в окончательный состав сборной Швеции для участия на хоккейном турнире зимних Олимпийских игр 2014 в Сочи. На Играх она единственный раз в карьере не сыграла ни одной минуту на крупном международном турнире, в котором принимала участие. Все матчи провели другие вратари — Ким Мартин Хассон и Валентина Лизана Валльнер. Шведки боролись за бронзовые медали, но проиграли в матче за 3-е место сборной Швейцарии со счётом 3:4. В следующем году, на чемпионате мира 2015, Сара сыграла все матчи, а Мартин Хассон и Лизана Валльнер оставались резервными вратарями. По окончании мирового первенства они обе прекратили игровую карьеру, что позволило Гран стать основным вратарём сборной Швеции.

### Основной вратарь сборной. «Брюнес» и «Люлео»
В сезоне 2014/15 Сара Гран впервые сыграла в официальном матче за команду «Брюнес» (до 20 лет) в суперэлитном дивизионе молодёжного чемпионате Швеции. Она помогла женской команде «Брюнес» выйти в полуфинал национального чемпионата; Сара отразила 55 бросков по своим воротам и не пропустила ни одной шайбы в четвертьфинальном матче против «Лександа». По итогам чемпионата Гран была признана лучшим вратарём Рикссериен. В сезоне 2015/16 она сыграла два матча за «Брюнес» (до 20 лет), в которых отразила 97,1 % бросков. В ноябре 2015 года Гран вышла в стартовом составе команды «Оппала» на матч второго дивизиона чемпионата Швеции среди мужчин.. Она отразила все 18 бросков по своим воротам и помогла команде выиграть со счётом 6:0. Больше Сара не играла в официальных матчах мужских команд. Она продолжала быть основным вратарём женской команды «Брюнес», проводя более 30-ти матчей за сезон. В 2018 году Гран приняла участие на своей третьей Олимпиаде. Она сыграла 5-ти играхтурнира, в которых отразила 94,5 % бросков и впервые для себя сделала «сухой матч» на Олимпийских играх. Шведки выступили неудачно, опередив только хозяек Игр, победив их в матче за 7-е место. По окончании сезона 2017/18 Гран, критиковавшая по ходу чемпионата руководство клуба «Брюнес» за недостаточное внимание женской команде, перешла в «Лулео», действующий чемпион лиги. Свой переход она объясняла также лучшими условиями в новом клубе и возможностью работы с тренером Петером Эландером. В «Лулео» Сара сразу добилась успеха. Вместе с новой командой она впервые в своей карьере стала чемпионкой Швеции. Она завершила сезон с лучшими показателями коэффициента надёжности и процентом отражённых бросков, наибольшим количество проведённых матчей «на ноль». Гран была признана лучшим вратарём чемпионата Швеции. В апреле 2019 года она принимала участие на своём десятом чемпионате мира. Сборная Швеции завершила турнир на 9-м месте, и впервые в своей истории была переведена в дивизион ниже. В августе 2019 года Гран и все другие хоккеистки национальной сборной объявили бойкот Шведской хоккейной ассоциации в знак протеста против прекращения финансовой поддержки женской сборной. По словам хоккеисток, при действующих условиях, выступление за сборную им давало меньше, чем отказ от международных матчей. Спустя два месяца, после принятия Ассоциацией ряда пунктов соглашения, забастовка игроков прекратилась. В сезоне 2019/20 «Лулео» вновь вышел в финал чемпионата, который был прекращён из-за пандемии COVID-19; победитель лиги не был определён. Из-за коронавируса также был отменён турнир первого дивизиона чемпионата мира в Анже. В ноябре 2019 года Сара продлила контракт с «Лулео» на два года. В сезоне 2020/21 она во второй раз стала чемпионкой страны. Гран завершила регулярный сезон с лучшим коэффициентом надёжности в лиге — 1,34.

## Статистика

### Международная
По данным: Eurohockey.com и Eliteprospects.com

## Достижения
| Год              | Команда | Достижение                              | Достижение |
| ---------------- | ------- | --------------------------------------- | ---------- |
| 2006             | Эребру  | Бронзовый призёр чемпионата Швеции      |            |
| 2007             | Швеция  | Бронзовый призёр чемпионата мира        |            |
| 2011, 2012, 2013 | Брюнес  | Серебряный призёр чемпионата Швеции (2) |            |
| 2019, 2021       | Лулео   | Чемпионка Швеции (2)                    |            |

| Год           | Команда | Достижение                                        | Достижение |
| ------------- | ------- | ------------------------------------------------- | ---------- |
| 2012          | Брюнес  | Лучший коэффициент надёжности Рикссериен          |            |
| 2015          | Брюнес  | Лучший вратарь Рикссериен                         |            |
| 2019          | Лулео   | Лучший процент отражённых бросков SDHL            |            |
| 2019          | Лулео   | Лучший вратарь SDHL                               |            |
| 2019, 2021    | Лулео   | Лучший коэффициент надёжности SDHL (2)            |            |
| Международные |         |                                                   |            |
| 2012          | Швеция  | Лучший коэффициент надёжности чемпионата мира     |            |
| 2012          | Швеция  | Лучший процент отражённых бросков чемпионата мира |            |

- По данным Eliteprospects.com.